# Merosargus azureus
Merosargus azureus är en tvåvingeart som först beskrevs av Günther Enderlein 1914.  Merosargus azureus ingår i släktet Merosargus och familjen vapenflugor. Inga underarter finns listade i Catalogue of Life.